# Lewisia
Lewisia é um gênero botânico da família Montiaceae. Também conhecida como Raiz Amarga.

## Espécies
- Lewisia cotyledon